# Frederick Vincent Theobald
Frederick Vincent Theobald (15 de mayo de 1868 - 6 de marzo de 1930) fue un entomólogo y experto en el estudio de los mosquitos inglés. Durante su carrera, sirvió como el líder de la sección de zoología económica del Museo de Historia Natural en Londres, vicedirector  del South-Eastern Agricultural College en Wye, Kent, Profesor de la Zoología Agrícola en la Universidad de Londres, y consejero entomológico para el Consejo de Agricultura para el sureste de Inglaterra. Escribió una monografía de cinco volúmenes y sesenta artículos científicos sobre los mosquitos. Conocido por su trabajo en la entomología, la medicina tropical, y el saneamiento ambienta; recibió premios incluyendo el Orden de Osmanieh del Imperio otomano, la Medalla Mary Kingsley, y la Medalla Victoria de Horticultura, además de becas honorarias de varias sociedades científicas.

## Vida y carrera
Frederick Vincent Theobald nació el 15 de mayo de 1868 en Tooting. En su niñez mostró un gran interés en la naturaleza, especialmente los insectos. A la edad de ocho años, intentó escribir una enciclopedia de la fauna de Sussex.
Tras graduarse de St John's College de la Universidad de Cambridge, sirvió como un catedrático de zoología económica por tres años antes de unirse al South-Eastern Agricultural College en Wye, Kent, en 1894, donde sirvió como catedrático en la entomología económica y la zoología, y vicedirector por varios años.
Entre 1899 y 1910, Theobald trabajó con el Museo Británico en la taxonomía de mosquitos y guio la sección de zoología económica del Museo Británico entre 1900 y 1904. También era profesor de la zoología agrícola en la Universidad de Londres. Theobald enseñó en el Agricultural College en Wye hasta 1920, cuando fue nombrado consejero entomológico para el Consejo de Agricultura para el distrito sureste de Inglaterra.
Theobald se murió el 6 de marzo de 1930 en Wye y fue enterrado en el cementerio allí.

## La historia natural
Después de que se descubriera que los mosquitos transmiten la malaria, el Museo Británico promovió la taxonomía de los mosquitos como una etapa necesaria en el control de estos. Con este apoyo, Theobald escribió una Monografía de la familia Culicidae de cinco volúmenes para el Colonial Office y el Royal Society. También escribió sesenta artículos científicos sobre los mosquitos y fue el primero en describir varias especies de insectos. Además, sus investigaciones contribuyeron al progreso de la  medicina tropical y el saneamiento ambiental.
Theobold legó su colección de Aphididae al Museo Británico. El periódico Nature observó que Theobold había formado «probablemente la colección más excelente en existencia de insectos de importancia económica, mostrando las varias etapas y daños hechos por estas plagas».: 608 

## Obras de Theobold
- Braun, M. G. C. C., P. Falcke, L. Sambon and F. V. Theobald (1908). The Animal Parasites of Man; A Handbook for Students and Medical Men. New York. Wood.
- Fantham, H. B., J. W. W. Stephens and F. V. Theobald (1920). The Animal Parasites of Man. New York. W. Wood.
- Massee, G. and F. V. Theobald (1908). The Enemies of the Rose. England. The Society.
- Pickering, S. U. and F. V. Theobald (1908). Fruit Trees and their Natural Enemies: with a Spraying Calendar. London. Simpkin, Marshall, Hamilton, Kent.
- Theobald, F. V. (1892). An Account of British Flies (Diptera). London. E. Stock.
- Theobald, F. V. (1896). The Parasitic Diseases of Poultry. London. Gurney.
- Theobald, F. V. (1900). Report of the Proceedings of the Expedition for the Study of the Causes of Malaria: Despatched to Sierra Leone, West Africa, under the leadership of Major Ronald Ross (Late Indian Medical Service), by the Liverpool School of Tropical Diseases, 29 July 1899. London. HM Stationery Office.
- Theobald, F. V. (1901,1903,1907,1910). A Monograph of the Culicidae, or Mosquitoes. Mainly compiled from the collections received at the British Museum from various parts of the world in connection with the investigation into the cause of malaria conducted by the Colonial office and the Royal Society. Vol. 1–5, Plates. London. Printed by order of the Trustees.
- Theobald, F. V. (1903). "Note on the Genus "Stegomyia" (Theobald), and its Distribution." In, Manson, P. The Relation of the Panama Canal to the Introduction of Yellow Fever into Asia: A paper read before the Epidemiological Society of London. London. Bedford Press. pp. 34–40.
- Theobald, F. V. (1903). "Report on a Collection of Mosquitoes or Culicidae, etc, From Gambia, and Descriptions of New Species." In, Dutton, J. E. Report of the Malaria Expedition to the Gambia 1902, of the Liverpool School of Tropical Medicine and Medical Parasitology. London. Longmans, Green for the University Press of Liverpool. pp. i–xi.
- Theobald, F. V. (1903). First Report on Economic Zoology. London. British Museum (Natural History).
- Theobald, F. V. (1903). "Two New Australian Culicids." The Entomologist. 36: 154–157.
- Theobald, F. V. (1903). "Two New Jamaican Culicidae." The Entomologist. 36: 281–283.
- Theobald, F. V. (1904). "The Mosquitoes of Egypt, the Sudan and Abyssinia." Report of the Wellcome Tropical Research Laboratories at the Gordon Memorial College, Khartoum. 1: 62–83.
- Theobald, F. V. (1904). "New Culicidae from the Federated Malay States." The Entomologist. 37: 12–15, 36–39, 77–78, 111–113, 163–165, 211–213, 236–239.
- Theobald, F. V. (1904). Second Report on Economic Zoology. London. British Museum (Natural History).
- Theobald, F. V. (1905). "Diptera. Fam. Culicidae." Genera Insectorum. 26: 1–50.
- Theobald, F. V. (1905). The Mosquitoes or Culicidae of Jamaica. Kingston, Institute of Jamaica.
- Theobald, F. V. (1905). "New Culicidae from the West Coast of Africa." The Entomologist. 38: 154–158.
- Theobald, F. V. (1905). "A New Ficalbia from West Africa." The Annals and Magazine of Natural History; Zoology, Botany, and Geology. 15: 199–200.
- Theobald, F. V. (1905). "A New Genus of Culicidae." The Entomologist. 38: 52–56.
- Theobald, F. V. (1905). "Some New Mosquitoes from Ceylon." The Journal of the Bombay Natural History Society. 16: 237–250.
- Theobald, F. V. (1906). Some Notable Instances of the Distribution of Injurious Insects by Artificial Means. London.
- Theobald, F. V. (1908). "First Report on the Collection of Culicidae and Corethridae in the Indian Museum, Calcutta, with Descriptions of New Genera and Species." Records of the Indian Museum. 2: 287–302.
- Theobald, F. V. (1908). "Notes on Some Transvaal Mosquitoes, Including Two New Species and a New Variety." The Entomologist. 41: 106–109.
- Theobald, F. V. (1909). The Insect and Other Allied Pests of Orchard, Bush and Hothouse Fruits and their Prevention and Treatment. Wye, England. Published by the author.
- Theobald, F. V. (1910). "The Culicidae of Fiji, Including Two New Species." The Entomologist. 43: 155–159.
- Theobald, F. V. (1910). "Five New Culiciae from Ashanti." The Annals and Magazine of Natural History; Zoology, Botany, and Geology. 5: 373–378.
- Theobald, F. V. (1910). "Second Report on the Collection of Culicidae in the Indian Museum, Calcutta, with Descriptions of New Genera and Species." Records of the Indian Museum. 4: 1–33.
- Theobald, F. V. (1911). "Culicidae of the R. Zool. Soc. 'Natura Artis Magistra', Amsterdam and description of three new species." Tijdschrift voor Entomologie. 54: 233–240.
- Theobald, F. V. (1911). "A New African Corethra." The Annals and Magazine of Natural History; Zoology, Botany, and Geology. 7: 399–400.
- Theobald, F.V. (1911). "The Culicidae of the Transvaal." First Report of the Director of Veterinary Research. Pretoria, South Africa: Government Printer and Stationery Office. pp. 232–272.
- Theobald, F.V. (1912). "Second Report on the Mosquitoes of the Transvaal." Second Report of the Director of Veterinary Research. Cape Town: Cape Times Limited, Government Printers. pp. 315–342.
- Theobald, F. V. (1912). "Three New Culicidae from the Transvaal." The Entomologist. 45: 92–93.
- Theobald, F. V. (1913). "Culicidae from New Caledonia and the Loyalty Islands." Nova Caledonia. Forschungen in Neu–Caledonien und auf den Loyalty–Inseln. Recherches Scientifiques en Nouvelle–Calédonie et aux iles Loyalty. A. Zoologie. 1: 163–164.
- Theobald, F. V. (1913). "First List of Aphides Found with Myrmica." The Entomologist's Record and Journal of Variation. 25: 48–50.
- Theobald, F. V. (1913). "A New Mosquito from Northern China." The Entomologist. 46: 179–180.
- Theobald, F. V. (1913)[1899]. A Text–book of Agricultural Zoology. Revised, 2nd ed. Edinburgh. W. Blackwood and Sons.
- Theobald, F. V. (1914). "African Aphididae." Bulletin of Entomological Research. 4: 313–337.
- Theobald, F. V. (1914). "A New Mosquito from Samoa." The Entomologist. 47: 36–37.
- Theobald, F. V. (1915). "New Myrmecophilous Aphides." The Entomologist's Record and Journal of Variation. 27: 52–55.
- Theobald, F. V. (1916). "A New Myrmecophilous Aphid from Africa." The Entomologist's Record and Journal of Variation. 28: 37–37.
- Theobald, F. V. and W. McGowan (1916). "Report on the Food Found in the Rook, Starling and Chaffinch." Supplement to the Journal of the Board of Agriculture (Reports on the Food of the Rook, Starling and Chaffinch). 15: 7–49.
- Theobald, F. V. (1923). "New Aphididae Found in Egypt." Bulletin de la Société entomologique d'Égypte. 7: 39–80.
- Theobald, F. V. (1926–1929). The Plant Lice or Aphididae of Great Britain. Vol. 1–3.
- Theobald, F. V. (1927). "Two New Aphides from Ants' Nests." The Entomologist's Record and Journal of Variation. 39: 17–18.

- Braun, M. G. C. C., P. Falcke, L. Sambon and F. V. Theobald (1908). The Animal Parasites of Man; A Handbook for Students and Medical Men. New York. Wood.
- Fantham, H. B., J. W. W. Stephens and F. V. Theobald (1920). The Animal Parasites of Man. New York. W. Wood.
- Massee, G. and F. V. Theobald (1908). The Enemies of the Rose. England. The Society.
- Pickering, S. U. and F. V. Theobald (1908). Fruit Trees and their Natural Enemies: with a Spraying Calendar. London. Simpkin, Marshall, Hamilton, Kent.
- Theobald, F. V. (1892). An Account of British Flies (Diptera). London. E. Stock.
- Theobald, F. V. (1896). The Parasitic Diseases of Poultry. London. Gurney.
- Theobald, F. V. (1900). Report of the Proceedings of the Expedition for the Study of the Causes of Malaria: Despatched to Sierra Leone, West Africa, under the leadership of Major Ronald Ross (Late Indian Medical Service), by the Liverpool School of Tropical Diseases, 29 July 1899. London. HM Stationery Office.
- Theobald, F. V. (1901,1903,1907,1910). A Monograph of the Culicidae, or Mosquitoes. Mainly compiled from the collections received at the British Museum from various parts of the world in connection with the investigation into the cause of malaria conducted by the Colonial office and the Royal Society. Vol. 1–5, Plates. London. Printed by order of the Trustees.
- Theobald, F. V. (1903). "Note on the Genus "Stegomyia" (Theobald), and its Distribution." In, Manson, P. The Relation of the Panama Canal to the Introduction of Yellow Fever into Asia: A paper read before the Epidemiological Society of London. London. Bedford Press. pp. 34–40.
- Theobald, F. V. (1903). "Report on a Collection of Mosquitoes or Culicidae, etc, From Gambia, and Descriptions of New Species." In, Dutton, J. E. Report of the Malaria Expedition to the Gambia 1902, of the Liverpool School of Tropical Medicine and Medical Parasitology. London. Longmans, Green for the University Press of Liverpool. pp. i–xi.
- Theobald, F. V. (1903). First Report on Economic Zoology. London. British Museum (Natural History).
- Theobald, F. V. (1903). "Two New Australian Culicids." The Entomologist. 36: 154–157.
- Theobald, F. V. (1903). "Two New Jamaican Culicidae." The Entomologist. 36: 281–283.
- Theobald, F. V. (1904). "The Mosquitoes of Egypt, the Sudan and Abyssinia." Report of the Wellcome Tropical Research Laboratories at the Gordon Memorial College, Khartoum. 1: 62–83.
- Theobald, F. V. (1904). "New Culicidae from the Federated Malay States." The Entomologist. 37: 12–15, 36–39, 77–78, 111–113, 163–165, 211–213, 236–239.
- Theobald, F. V. (1904). Second Report on Economic Zoology. London. British Museum (Natural History).
- Theobald, F. V. (1905). "Diptera. Fam. Culicidae." Genera Insectorum. 26: 1–50.
- Theobald, F. V. (1905). The Mosquitoes or Culicidae of Jamaica. Kingston, Institute of Jamaica.
- Theobald, F. V. (1905). "New Culicidae from the West Coast of Africa." The Entomologist. 38: 154–158.
- Theobald, F. V. (1905). "A New Ficalbia from West Africa." The Annals and Magazine of Natural History; Zoology, Botany, and Geology. 15: 199–200.
- Theobald, F. V. (1905). "A New Genus of Culicidae." The Entomologist. 38: 52–56.
- Theobald, F. V. (1905). "Some New Mosquitoes from Ceylon." The Journal of the Bombay Natural History Society. 16: 237–250.
- Theobald, F. V. (1906). Some Notable Instances of the Distribution of Injurious Insects by Artificial Means. London.
- Theobald, F. V. (1908). "First Report on the Collection of Culicidae and Corethridae in the Indian Museum, Calcutta, with Descriptions of New Genera and Species." Records of the Indian Museum. 2: 287–302.
- Theobald, F. V. (1908). "Notes on Some Transvaal Mosquitoes, Including Two New Species and a New Variety." The Entomologist. 41: 106–109.
- Theobald, F. V. (1909). The Insect and Other Allied Pests of Orchard, Bush and Hothouse Fruits and their Prevention and Treatment. Wye, England. Published by the author.
- Theobald, F. V. (1910). "The Culicidae of Fiji, Including Two New Species." The Entomologist. 43: 155–159.
- Theobald, F. V. (1910). "Five New Culiciae from Ashanti." The Annals and Magazine of Natural History; Zoology, Botany, and Geology. 5: 373–378.
- Theobald, F. V. (1910). "Second Report on the Collection of Culicidae in the Indian Museum, Calcutta, with Descriptions of New Genera and Species." Records of the Indian Museum. 4: 1–33.
- Theobald, F. V. (1911). "Culicidae of the R. Zool. Soc. 'Natura Artis Magistra', Amsterdam and description of three new species." Tijdschrift voor Entomologie. 54: 233–240.
- Theobald, F. V. (1911). "A New African Corethra." The Annals and Magazine of Natural History; Zoology, Botany, and Geology. 7: 399–400.
- Theobald, F.V. (1911). "The Culicidae of the Transvaal." First Report of the Director of Veterinary Research. Pretoria, South Africa: Government Printer and Stationery Office. pp. 232–272.
- Theobald, F.V. (1912). "Second Report on the Mosquitoes of the Transvaal." Second Report of the Director of Veterinary Research. Cape Town: Cape Times Limited, Government Printers. pp. 315–342.
- Theobald, F. V. (1912). "Three New Culicidae from the Transvaal." The Entomologist. 45: 92–93.
- Theobald, F. V. (1913). "Culicidae from New Caledonia and the Loyalty Islands." Nova Caledonia. Forschungen in Neu–Caledonien und auf den Loyalty–Inseln. Recherches Scientifiques en Nouvelle–Calédonie et aux iles Loyalty. A. Zoologie. 1: 163–164.
- Theobald, F. V. (1913). "First List of Aphides Found with Myrmica." The Entomologist's Record and Journal of Variation. 25: 48–50.
- Theobald, F. V. (1913). "A New Mosquito from Northern China." The Entomologist. 46: 179–180.
- Theobald, F. V. (1913)[1899]. A Text–book of Agricultural Zoology. Revised, 2nd ed. Edinburgh. W. Blackwood and Sons.
- Theobald, F. V. (1914). "African Aphididae." Bulletin of Entomological Research. 4: 313–337.
- Theobald, F. V. (1914). "A New Mosquito from Samoa." The Entomologist. 47: 36–37.
- Theobald, F. V. (1915). "New Myrmecophilous Aphides." The Entomologist's Record and Journal of Variation. 27: 52–55.
- Theobald, F. V. (1916). "A New Myrmecophilous Aphid from Africa." The Entomologist's Record and Journal of Variation. 28: 37–37.
- Theobald, F. V. and W. McGowan (1916). "Report on the Food Found in the Rook, Starling and Chaffinch." Supplement to the Journal of the Board of Agriculture (Reports on the Food of the Rook, Starling and Chaffinch). 15: 7–49.
- Theobald, F. V. (1923). "New Aphididae Found in Egypt." Bulletin de la Société entomologique d'Égypte. 7: 39–80.
- Theobald, F. V. (1926–1929). The Plant Lice or Aphididae of Great Britain. Vol. 1–3.
- Theobald, F. V. (1927). "Two New Aphides from Ants' Nests." The Entomologist's Record and Journal of Variation. 39: 17–18.

|}